# American Pop
American Pop és una pel·lícula estatunidenca dirigida per Ralph Bakshi, estrenada el 1981. Quasi tota la pel·lícula es va fer mitjançant el rotoscopi, procés que s'empra després de filmar actors reals per a convertir-los en dibuix animat.

## Argument
L'apogeu i creixement de la música popular americana a través del segle 20 es reflecteix en la vida de quatre generacions d'una família en aquest drama d'animació dirigit per Ralph Bakshi. Zalmie (veu de Jeffrey Lippa), un jueu de Rússia, emigra als Estats Units, i tracta de triomfar com a còmic i músic en el vodevil, fins que una lesió soferta en la Primera Guerra Mundial acaba amb la seva carrera com a cantant. El seu fill Benny (veu de Richard Singer) hereta l'amor del seu pare per la música, i quan creix, s'uneix a un grup de jazz com a pianista; la seva carrera es veu interrompuda, tanmateix, quan és mort mentre combat a la Segona Guerra Mundial.
El fill de Benny, Tony (veu de Ron Thompson) té també el cuc de música i està decidit a deixar la seva empremta com a compositor, es veu embolicat en la poesia beat i la comunitat musical de San Francisco, i més tard entra en contacte amb una banda psicodèlica pionera.
Però Tony és pare d'un fill il·legítim anomenat Pete (veu d'Eric Taslitz), que no coneix fins que ja és un noi, i acaba per convertir-se en el seu tutor al món de les drogues de la ciutat de Nova York, sense saber que són pare i fill.
Després de la mort de Tony, Pete es manté amb el tràfic de drogues, mentre lluita per fer realitat el seu somni de convertir-se en una estrella de rock.

## Repartiment
- Ron Thompson: Tony / Pete (veu)
- Mews Small: Frankie (veu)
- Jerry Holland: Louie (veu)
- Lisa Jane Persky: Bella (veu)
- Jeffrey Lippa: Zalmie (veu)
- Roz Kelly: Eva Tanguay (veu)
- Frank DeKova: Crisco (veu)
- Richard Singer: Benny (veu)
- Elsa Raven: Hannele (veu)
- Ben Frommer: Palumbo (veu)
- Richard Moll: Beat Poet (veu)
- Vincent Schiavelli: Propietari de teatre (veu)
- Ralph Bakshi: pianista (veu)